# Eressa sexpuncta
Eressa sexpuncta là một loài bướm đêm thuộc phân họ Arctiinae, họ Erebidae.